# マナサス (装甲艦)
CSS マナサス （CSS Manassas）は南北戦争中のアメリカ連合国海軍（南部海軍）の装甲艦。南軍最初の装甲艦である。艦名は南北戦争最初の大会戦で南軍が勝利した'第一次マナサスの戦いに由来する。

## 艦歴
マナサスはもともとはエコー・トレインという名の2軸スクリューのタグボートで1855年にマサチューセッツ州メドフォードで建造された。戦争勃発後に、エコー・トレインは南部の私掠船であるCSS アイビー（CSS Ivy、後に砲艦に改造）に鹵獲された。これをニューオーリンズの委託販売人であるジョン・スティーブンソン船長が、やはり私掠船として使用するために購入した。その後、ルイジアナ州アルジェー（Algiers）で、斬新なデザインの衝角艦に改造され、アメリカ連合国最初の装甲艦マナサスが誕生した。
マナサスの喫水線より上部の船体は、1.25インチ厚の曲面に加工した鉄板で覆われ、亀の甲のような形状となった。満載状態では煙突（マナサスの煙突は１本という説と左右に2本であったという説がある）を除いた船体の高さは水面からわずか4フィートであった。凸状の鉄板で装甲された上部は、砲弾が命中してもそれを滑らせて威力を激減させた。全長は128フィート全幅は26フィートで、喫水は11フィートであった。先端には北軍艦艇の横腹に穴を開けるための鉄製の先鋭な衝角が装着されていた。また装甲された防護板で守られた、前方に射撃可能な艦載砲1門を備えていた。マナサスの全高は非常に低かったため、北軍艦艇が照準を行うことは困難であった。またその装甲は、全てではないにしても、ほとんどの北軍艦砲に耐えることができた。水面から低くを高速で動くマナサスは、浮かぶ葉巻きか半分沈んだ卵の殻のようで、北軍のスパイは「地獄のマシーン」と呼んだ:68-9
南軍の私掠船として1862年9月12日に就役したが、直後にアメリカ連合国海軍のG. N. ホリンズ代将が徴用し、ミシシッピ川下流で活動した。1861年10月12日、A. W. ワーレイ大尉を艦長として、マナサスはホリンズ代将が実施した北軍封鎖艦隊奇襲攻撃に参加した。これはヘッドオブパッシーズの海戦として知られているが、この戦いにおいてマナサスはUSS リッチモンド（USS Richmond）に衝角攻撃をかけた、しかしながら、横に随伴していた石炭運搬船のため、その衝撃は一部分は吸収されてしまった。他方、マナサスは鉄の艦首と煙突を失い、2基搭載されたエンジンの内1基が停止してしまった。このため、マナサスは一時戦線を離れることとなった。マナサスはUSS プレブル（USS Preble）からの砲撃にさらされたが、装甲のおかげでこれをそらすことが出来た。マナサスの再就役は2ヵ月後であったが、この際に連合国海軍に購入され、正式にCSS マナサスとなった。
ワーレイ大尉を艦長として、マナサスはジョン・ミッチェル大佐が指揮するミシシッピ下流域艦隊の一員となった。北軍のデヴィッド・ファラガット代将の艦隊がニューオーリンズを目指して侵攻を開始し、ジャクソン砦・セントフィリップ砦の戦いが発生したが、マナサスはこれに参加した。この戦いで、マナサスはUSS ペンサコーラ（USS Pensacola）に衝角攻撃を試みたが、ペンサコーラはこれをかわし、近距離から舷側砲による激しい攻撃をかけてきた。さらにマナサスは全北軍艦隊からの砲撃にさらされた。続いて、USS ミシシッピ（ペリーの黒船の一隻）に突撃し、衝角攻撃に成功すると共に艦裁砲での攻撃も行ったが致命傷は与えられなかった。次に、USS ブルックリン（USS Brooklyn）に対しても衝角攻撃に成功しこれを大破させたが、撃沈にはいたらなかった。
戦闘の後、マナサスは北軍艦隊をしばらくの間静かに追跡したが、ミシシッピがマナサスを発見し激しく立ち向かってきた。マナサスはこの攻撃をかわしたが、その際に座礁してしまった。停止目標に対するミシシッピの舷側砲の攻撃から逃れるため、マナサスの乗員は退艦した。砲撃が始まると、マナサスは離礁し、デイビッド・ディクソン・ポーター中佐が指揮する北軍の臼砲搭載艦艦隊に前に漂い出た。ポーターは技術者としての興味からこれを拿捕しようとしたが、その前にマナサスは爆発し沈没した。
戦後数年経て出版された、『南北戦争の戦闘と指導者達（Battles and Leaders of the Civil War）』によると、マナサスの乗員の一人が北軍の水兵に跳ね飛ばされたとされているが、ワーレイ艦長によるマナサスの公式戦闘報告書では1863年8月13日の戦闘での負傷者はいない。

## 参考資料
- Silverstone, Paul H. (2006). Civil War Navies 1855–1883. The U.S. Navy Warship Series. New York: Routledge. ISBN 0-415-97870-X
- Still, William N., Jr. (1985). Iron Afloat: The Story of the Confederate Armorclads (Reprint of the 1971 ed.). Columbia, South Carolina: University of South Carolina Press. ISBN 0-87249-454-3

- この記事はアメリカ合衆国政府の著作物であるDictionary of American Naval Fighting Shipsに由来する文章を含んでいます。